# Jiayuan Komi
Jiayuan Komi – elektryczny mikrosamochód produkowany pod chińską marką Jiayuan od 2021 roku.

## Historia i opis modelu
We wrześniu chińskie przedsiębiorstwo Jiayuan EV przedstawiło nowy model niewielkiego hatchbacka o elektrycznym napędzie w postaci mikrosamochodu Komi, stanowiącego wyraźnie większą alternatywę dla dotychczasowego modelu City Spirit. Pojazd powstał jako odpowiedź na systematycznie zyskujący na popularności typ samochodu reprezentowany przez konkurencyjne modele Chery QQ Ice Cream czy Wuling Hongguang Mini EV.
Jiayuan Komi zyskał charakterystyczne rozwiązania stylistyczne jak m.in. owalne, wysoko osadzone reflektory, imitację atrapy chłodnicy z wstawkami malowanymi na srebrno, a także dwubarwne malowanie nadwozia z białym dachem.

### Sprzedaż
Jiayuan Komi trafi do sprzedaży na rynku chińskim poczynając od 2022 roku, bez wskazania na inne rynki eksportowe poza rodzimym regionem. Zamówienia na pojazd rozpoczęto gromadzić tuż po premierze, we wrześniu 2021.

### Dane techniczne
Komi to samochód w pełni elektryczny, którego specyfikacja techniczna nie została jednak w pełni wskazana w momencie debiutu. Producent wskazał jedynie moc silnika elektrycznego, która wynosi 40 KM.